# Стара Божурна
Стара Божурна је насеље у Србији у општини Житорађа у Топличком округу. Према попису из 2022. било је 266 становника (према попису из 1991. било је 403 становника).

## Демографија
У насељу Стара Божурна живи 298 пунолетних становника, а просечна старост становништва износи 46,3 година (47,2 код мушкараца и 45,5 код жена). У насељу има 95 домаћинства, а просечан број чланова по домаћинству је 2,80.
Ово насеље је великим делом насељено Србима (према попису из 2002. године), а у последња три пописа, примећен је пад у броју становника.
|  |

| Демографија | Демографија | Демографија |
| Година      | Становника  | Становника  |
| ----------- | ----------- | ----------- |
| 1948.       | 613         |             |
| 1953.       | 662         |             |
| 1961.       | 599         |             |
| 1971.       | 534         |             |
| 1981.       | 478         |             |
| 1991.       | 403         | 403         |
| 2002.       | 358         | 362         |
| 2011.       | 300         |             |
| 2022.       | 266         |             |

| Етнички састав према попису из 2002.‍ | Етнички састав према попису из 2002.‍ | Етнички састав према попису из 2002.‍ | Етнички састав према попису из 2002.‍ | Етнички састав према попису из 2002.‍ |
| ------------------------------------ | ------------------------------------ | ------------------------------------ | ------------------------------------ | ------------------------------------ |
|                                      |                                      |                                      |                                      |                                      |
| Срби                                 | Срби                                 |                                      | 353                                  | 98,60%                               |
| непознато                            | непознато                            |                                      | 5                                    | 1,39%                                |

| Година пописа     | 1948. | 1953. | 1961. | 1971. | 1981. | 1991. | 2002. |
| ----------------- | ----- | ----- | ----- | ----- | ----- | ----- | ----- |
| Број домаћинстава | 97    | 113   | 115   | 121   | 124   | 117   | 104   |

| Број чланова      | 1  | 2  | 3  | 4  | 5  | 6  | 7 | 8 | 9 | 10 и више | Просек |
| ----------------- | -- | -- | -- | -- | -- | -- | - | - | - | --------- | ------ |
| Број домаћинстава | 19 | 23 | 17 | 11 | 17 | 10 | 3 | 4 | 0 | 0         | 3,44   |

| Пол    | Укупно | Неожењен/Неудата | Ожењен/Удата | Удовац/Удовица | Разведен/Разведена | Непознато |
| ------ | ------ | ---------------- | ------------ | -------------- | ------------------ | --------- |
| Мушки  | 145    | 32               | 103          | 8              | 2                  | 0         |
| Женски | 159    | 15               | 102          | 40             | 2                  | 0         |
| УКУПНО | 304    | 47               | 205          | 48             | 4                  | 0         |

| Пол    | Укупно                    | Пољопривреда, лов и шумарство | Рибарство                            | Вађење руде и камена | Прерађивачка индустрија       |
| ------ | ------------------------- | ----------------------------- | ------------------------------------ | -------------------- | ----------------------------- |
| Мушки  | 72                        | 13                            | 0                                    | 0                    | 23                            |
| Женски | 20                        | 6                             | 0                                    | 0                    | 6                             |
| УКУПНО | 92                        | 19                            | 0                                    | 0                    | 29                            |
| Пол    | Производња и снабдевање   | Грађевинарство                | Трговина                             | Хотели и ресторани   | Саобраћај, складиштење и везе |
| Мушки  | 0                         | 5                             | 4                                    | 1                    | 5                             |
| Женски | 0                         | 0                             | 2                                    | 0                    | 0                             |
| УКУПНО | 0                         | 5                             | 6                                    | 1                    | 5                             |
| Пол    | Финансијско посредовање   | Некретнине                    | Државна управа и одбрана             | Образовање           | Здравствени и социјални рад   |
| Мушки  | 1                         | 0                             | 12                                   | 2                    | 0                             |
| Женски | 0                         | 0                             | 2                                    | 1                    | 2                             |
| УКУПНО | 1                         | 0                             | 14                                   | 3                    | 2                             |
| Пол    | Остале услужне активности | Приватна домаћинства          | Екстериторијалне организације и тела | Непознато            | Непознато                     |
| Мушки  | 5                         | 0                             | 0                                    | 1                    | 1                             |
| Женски | 0                         | 0                             | 0                                    | 1                    | 1                             |
| УКУПНО | 5                         | 0                             | 0                                    | 2                    | 2                             |